# Prygel

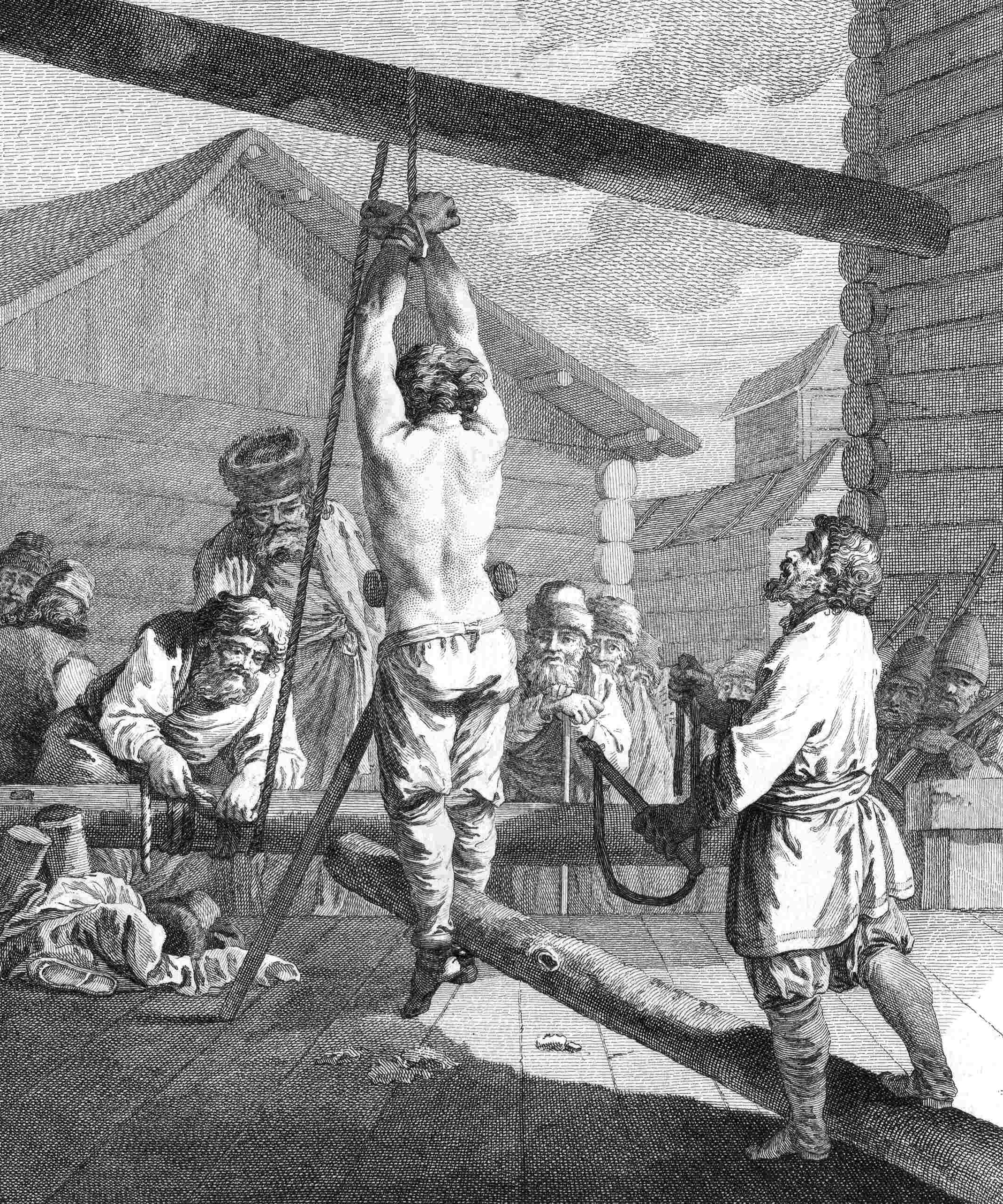
Prygel med knutpiska.

Stater som tillämpar prygel som straff år 2009.

Prygel (även kallat kåkstrykning eller spöslitning) är kroppsstraff som är avsedda att skapa kroppslig smärta och en känsla av förnedring (jämförbar med psykisk smärta). Permanenta kroppsskador avsågs att undvikas eller begränsas,[källa behövs] men även sådana kunde uppstå. Prygel utdelas oftast som slag mot offrets rygg eller stjärt, med piska, käpp, niosvansad katt eller andra redskap. Den som hade som yrke att utdela prygel och andra kroppsstraff brukade förr ha titeln bödel.
Muslimsk sharialag föreskriver prygel för dryckenskap, otukt och falska anklagelser om otukt.[källa behövs] Prygel som straff i familj och skola brukar benämnas aga. Sådana straff är förbjudna i många länder, bland annat Sverige, och räknas som misshandel. Förfarandet kan också användas som tortyr, bland annat för att tvinga fram information.[källa behövs]
I Sverige levde prygelstraffet kvar som disciplinstraff till 1937.
Prygel kan också användas i BDSM. Sådana aktiviteter ställer höga krav på god kommunikation mellan deltagarna.